# 罗睺

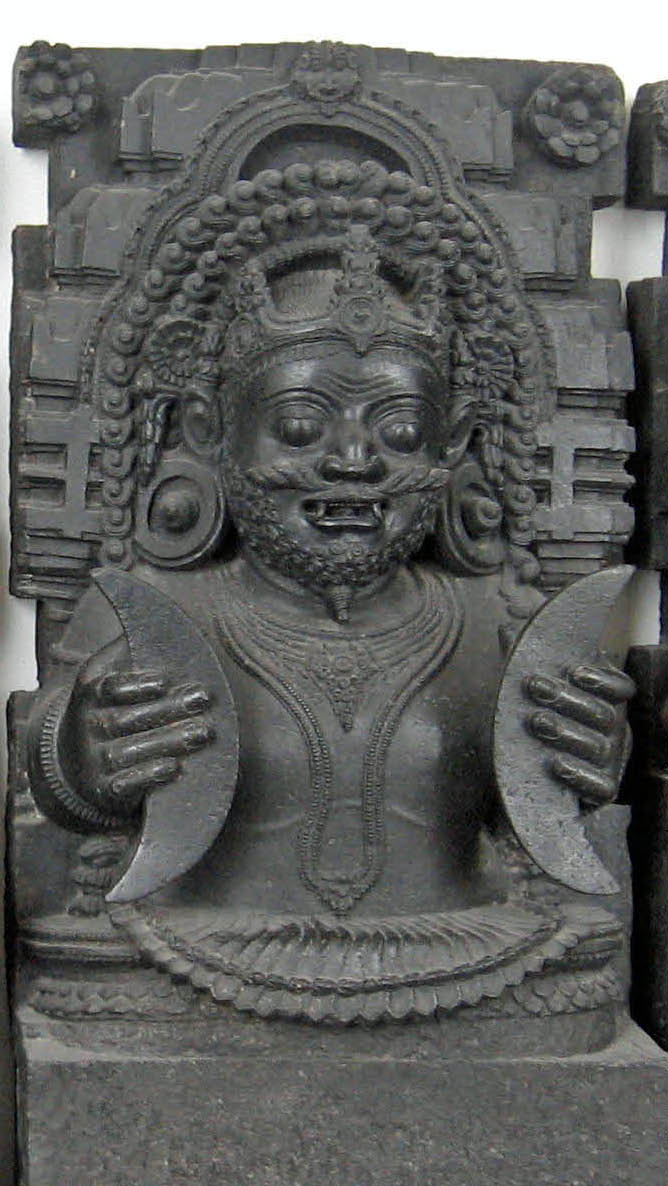
罗睺像

羅睺，又称拉胡、拉胡天神，是印度神话中的阿修罗之一，是檀那婆王毗波罗吉提（Vipracitti）与辛悉迦（Simhika，金床之女）之子天光的头部。

## 介紹
罗睺经常吞食日月，造成日蝕和月蝕。法华经序中列有四大阿修罗王婆稚、佉罗骞驮、毗摩质多罗、罗睺之名。

## 傳說
印度神話關於罗睺紀載的傳說有兩種版本，分別是印度神話、泰國神話兩種。
印度神話中，善神提婆天神與惡神阿修罗參與「攪乳海」冀求不老泉仙露。提婆天神战胜阿修罗后独占仙露，但是阿修罗之一的天光卻变成提婆天神的模样，混在其中喝了一口甘露，被日神和月神发现了，告诉给毗湿奴。天光的头便被毗湿奴的化身無醯尼砍下。天光的头被称为罗睺，而他的身体被称为計都。罗睺因仙露而长生不死。为了报仇，他吞食日神和月神，造成日蝕和月蝕；当日神與月神離開了他敞开的喉头，日月蚀便完结。
泰國神話中，罗睺雖為一名正神，但生性頑皮，時常闖禍，因此遭眾神厭惡，而月神因憎恨罗睺心生邪念，因此向濕婆告密，誣陷害其被攔腰斬去下半身，後濕婆查證後洗清冤屈成為正神，而誤陷他的月神則貶為邪神。
罗睺雖證得正神之位，發願要將世間所有小人、告密者吞噬消滅；出於對月神的憎恨，罗睺會將月神吞噬，因此有了月蝕。

## 占星學中的羅睺
羅睺（Rahu）是古代印度天文學、印度曆法的名詞，指月球軌道與黃道的升交點（據《七曜攘災訣》、湯若望）或降交點（據沈括），這是月球穿越黄道的交會點，見黃白交點／月球交點。
羅睺與計都、日、月、水星、火星、木星、金星、土星合称九曜；同時也是中國古代天文學中七政四餘的四餘之一。
蝕神：命學

## 庙宇

### 泰国
- 金佛寺，位于泰国曼谷三攀他旺县哒叻仔区的寺庙
- 昭安寺，位于泰国曼谷的寺庙
- 森帕拉寺，位于泰国曼谷的寺庙
- 坤陈寺，位于泰国曼谷噗市場的寺庙
- 泰天神殿，或称慧光路口象神廟
- 西萨通寺，位于泰国佛统府那空猜西县（英语：Amphoe Nakhon Chai Si）的古老庙宇
- 拜龙寺，位于泰国佛统府的寺庙
- 洪帕迪塔兰寺，熟称柯宏寺，位于泰国宋卡府合艾县柯宏市的庙宇
- 他迈寺，位于泰国龙仔厝府甲通庞的寺庙
- 粉红象神庙，位于泰国北柳府的寺庙
- 绍兴寺，位于泰国清迈的寺庙